# Coligny (Afrique du Sud)
Pour les articles homonymes, voir Coligny.
Coligny est une ville d'Afrique du Sud, située sur la ligne de chemin de fer qui relie Kimberley et Johannesburg.

## Localisation
Coligny est située dans la province du Nord-Ouest (dans l'ancienne région ouest du Transvaal), à 200 km à l’ouest de Johannesburg.
La rue principale de la ville est Voortrekker Street, le long de laquelle se situent les bâtiments administratifs, les magasins et le bureau de poste.

## Démographie

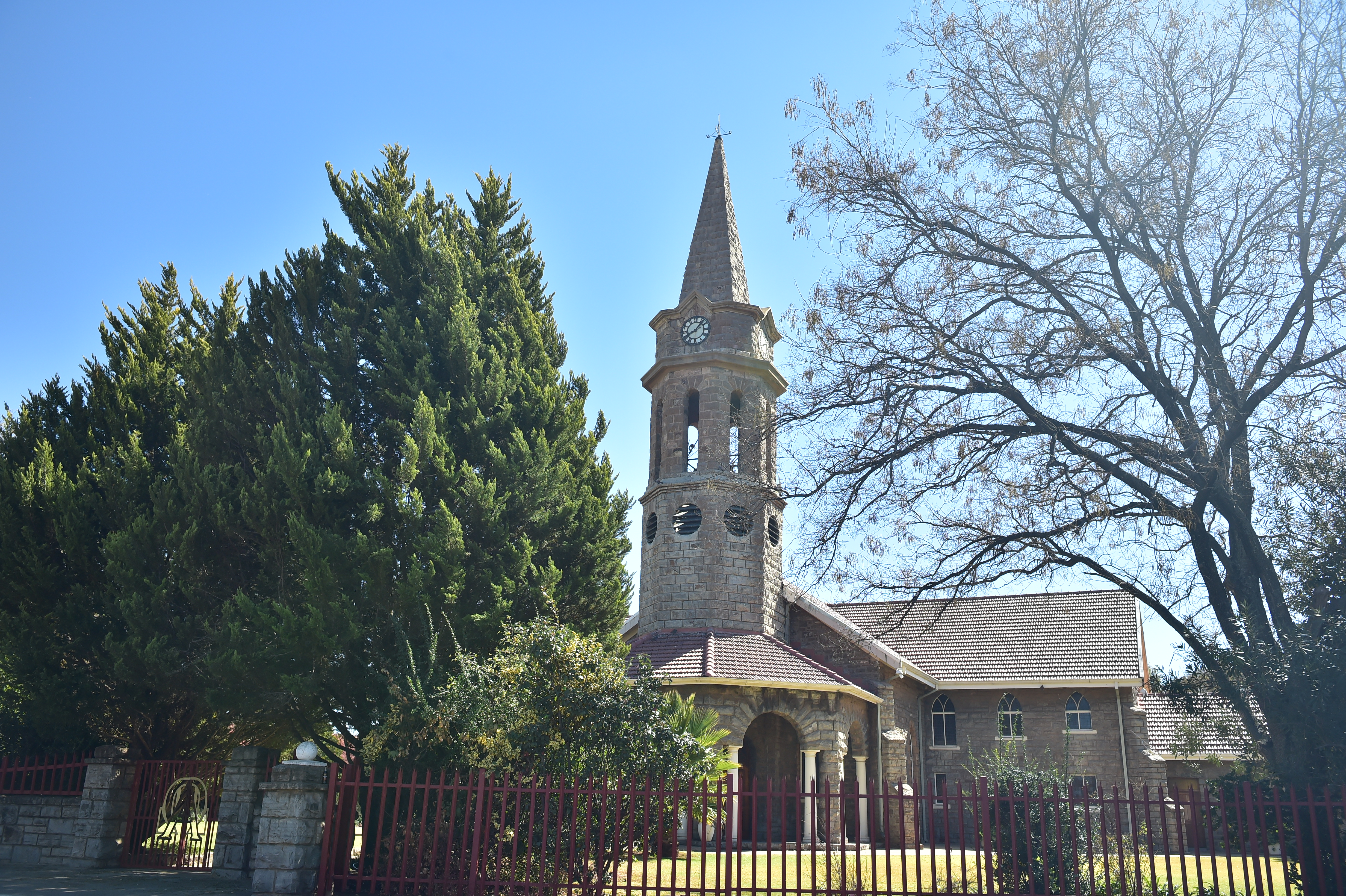
Eglise réformée à Coligny

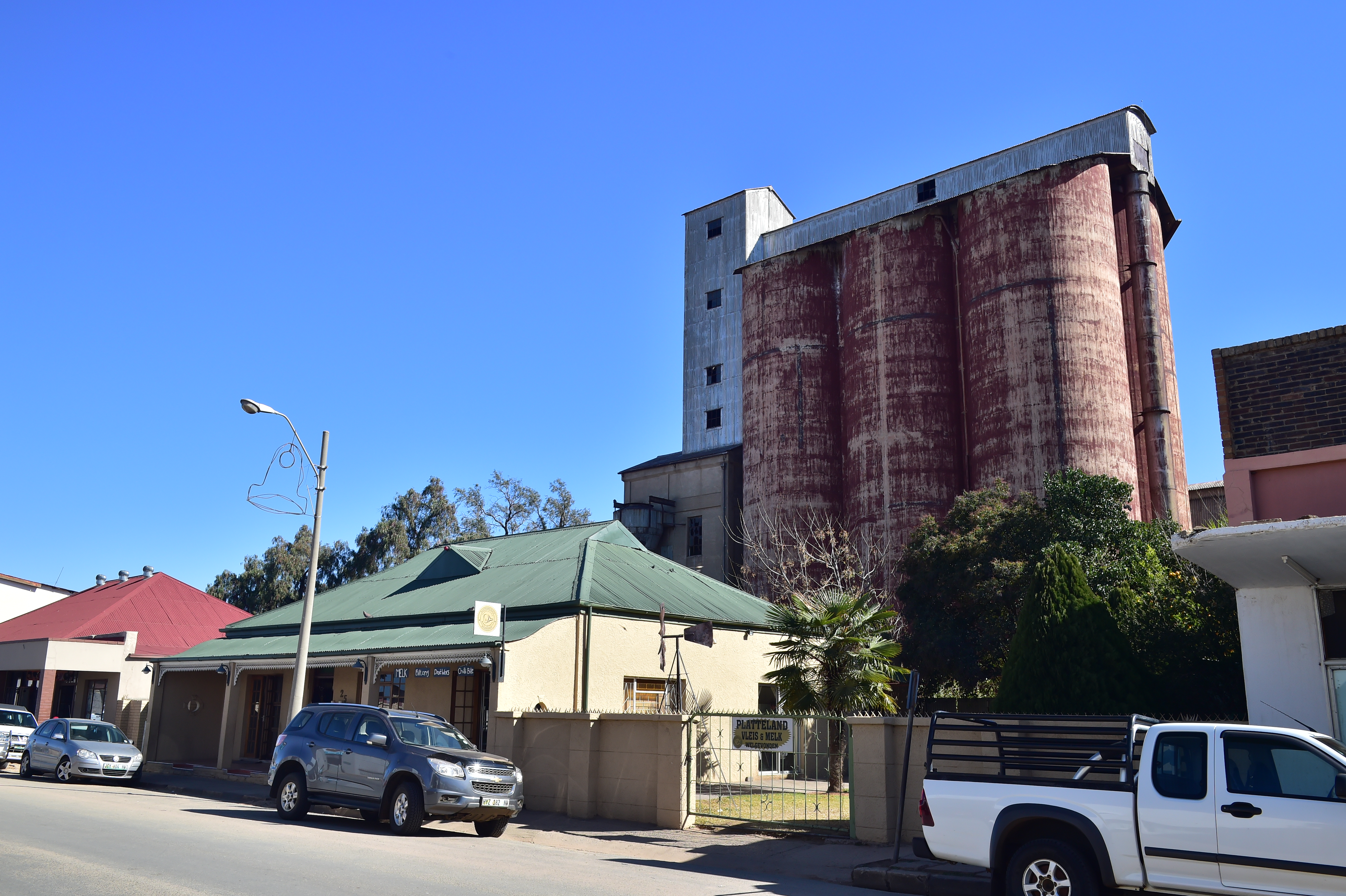
Coligny

Habitée par de nombreux ex-employés des chemins de fer, la localité abritait 2 271 habitants en 2011 (49,76% de blancs, 43,24% de noirs).
À la périphérie, en direction de Lichtenburg, le township de Tlhabologang compte 15 007 habitants. Un peu plus loin se trouve le campement informel de Scotland.

## Historique
D'abord nommée Treurfontein (la fontaine des regrets), elle fut renommée Coligny en 1923, en l'honneur du chef protestant Gaspard II de Coligny, amiral de France.
En 2017, Coligny a été le théâtre d'émeutes sociales et raciales (voitures brûlées, maisons incendiées, magasins pillés) à la suite de l'homicide involontaire d’un adolescent noir par 2 fermiers blancs.

## Économie
La ville fut fondée autour de sa gare et de son entrepôt à grains. L'activité principale de la région est la culture du maïs.